# Isthmiade laevicollis
Isthmiade laevicollis är en skalbaggsart som beskrevs av Friedrich F. Tippmann 1953. Isthmiade laevicollis ingår i släktet Isthmiade och familjen långhorningar. Inga underarter finns listade i Catalogue of Life.